# 튜브 보조정리
튜브 보조정리(tube lemma, -補助定理)는 위상수학에서 콤팩트 공간과 그 확장 공간들의 곱공간을 다루기 위해 사용되는 보조정리이다. 주로 티호노프 정리로 나아가기 전 단계에서 사용되거나, 티호노프 정리의 성질을 만족하지 않는 일반화된 콤팩트 공간들의 곱공간을 다룰 때 사용된다.

## 정의
튜브 보조정리는 다음과 같은 내용이다.:168
- 위상 공간 X, Y에 대하여 Y가 콤팩트 공간일 때, X×Y의 열린 집합 N이 X의 어떤 한 점 x에 대해 {x}×Y를 포함한다면, x의 적당한 근방 W에 대하여 N은 W×Y를 포함한다.

이때 N에 포함되는 근방 W와 Y의 곱공간을 튜브라고 부른다.:168

## 일반화
튜브 보조정리는 다음과 같이 간단히 일반화할 수 있다.
- 위상 공간 X, Y에 대하여 A, B가 각각 X, Y의 부분공간이며 X×Y의 열린 집합 N이 A×B를 포함한다고 하자. 그러면, 만약 A와 B가 콤팩트라면 X, Y의 열린 부분집합 U, V가 존재하여, A×B ⊂ U×V ⊂ N을 만족한다.

원래의 튜브 보조정리는 이 일반화 형태에서 A = {x}, B = Y로 둔 형태이다.

## 응용 예
튜브 보조정리를 이용하면 다음과 같은 결과를 얻을 수 있다.
- 콤팩트 공간과 콤팩트 공간의 곱공간은 콤팩트 공간이다.
- 콤팩트 공간과 파라콤팩트 공간의 곱공간은 파라콤팩트 공간이다.
- 콤팩트 공간과 메조콤팩트 공간의 곱공간은 메조콤팩트 공간이다.
- 콤팩트 공간과 메타콤팩트 공간의 곱공간은 메타콤팩트 공간이다.

## 같이 보기
- 곱위상
- 티호노프 정리